# Biblioteca y casa-museo de Menéndez Pelayo
La Biblioteca y casa-museo de Marcelino Menéndez Pelayo se encuentra en la ciudad de Santander, en Cantabria (España). La biblioteca de en torno a 42.000 volúmenes perteneció en vida al célebre escritor, pasando a su muerte al ayuntamiento de Santander por decisión testamentaria.

## Fondos bibliográficos
Su fondo bibliográfico está compuesto por 1.032 manuscritos, papeles y correspondencia de 17 legados de diferentes autores, y 42.500 títulos impresos de los cuales 22 son incunables (siglo XV), 1.124 del siglo XVI y 1.225 del siglo XVII. El siglo XVIII está representado por 2839 títulos y el XIX y XX por 35 260. A todo ello habría que añadirle 870 títulos de publicaciones periódicas. El año 1912, con la muerte de Menéndez Pelayo, cierra el fondo.
Entre los ejemplares más destacados sobresalen la Crónica Troyana y el Arte Cisoria, autógrafo de la Virtud militante de Quevedo, Los melindres de Belisa de Lope de Vega, el Yosifón en romance, la Enneadas de Plotino, comentarios de Santo Tomás de Aquino a Aristóteles, el Cordial de las Cuatro Cosas Primeras o las Antigüedades Romanas de Dionisio de Halicarnaso, entre otros.
Todos ellos son libros seleccionados por el propio Menéndez Pelayo, que a través de la consulta, la lectura, el conocimiento y el estudio de ellos, y de otras bibliotecas, llegó a elaborar una vastísima obra de erudición, reflejo de su avidez por el saber. A su muerte se dio lectura a un cuidado testamento en el que donaba al Ayuntamiento de Santander su gran biblioteca para la puesta a disposición de investigadores y público en general.

## Historia
La construcción del edificio surge a raíz del fallecimiento de Marcelino Menéndez Pelayo en 1912, y la aceptación por el Ayuntamiento de su magnífica colección de libros. En 1913, el municipio encarga la traza del edificio a Leonardo Rucabado, quien da comienzo a las obras en 1915. El arquitecto, nacido en Castro Urdiales, llevó a cabo su trabajo sobre el antiguo edificio que sirvió de biblioteca a don Marcelino, respetando su perímetro y forma.
La Biblioteca encaja dentro de la corriente estética historicista, en su versión nacionalista, con abundante utilización de motivos herrerianos en la distribución de fachadas, y en las decoraciones de pirámides y bolas. Destaca en el exterior la fachada sur, de dos cuerpos. Desde el inferior, arranca una escalera de doble tramo, que confluye en el segundo piso, frente a la puerta principal, de arco rebajado a juego con los cuatro ventanales que la flanquean. La puerta se remata con un cuerpo superior, que posee un escudo de Santander.
El interior de la Biblioteca se divide en tres naves rectangulares de este a oeste. La central, más elevada, recibe la luz a través de una gran vidriera, en cuyo centro se encuentra el escudo real. Otras dos vidrieras iluminan las fachadas este y oeste. En la nave central destaca una magnífica estantería de libros, realizada en roble y de gusto neoclásico.
El jardín de la Biblioteca aparece presidido por una estatua sedente de Menéndez Pelayo, realizada en mármol blanco por Mariano Benlliure. Detrás de ésta, una placa de mármol recoge las primeras palabras del testamento de don Marcelino, en las que lega al Ayuntamiento su biblioteca, y agradece a Santander “tantas muestras de estimación y cariño durante toda mi vida”. La muerte de Leonardo Rucabado en 1918 retrasó la inauguración de la Biblioteca, que no tuvo lugar hasta 1923, y a la que asistió el rey Alfonso XIII.
Completa el conjunto la que fuera casa de la familia Menéndez Pelayo, situada frente a la fachada posterior de la Biblioteca. Es una construcción de tipo afrancesado, realizada en 1876. En su interior pueden contemplarse comedor y sala de estar en la planta baja y, en el piso superior, el despacho de Enrique, hermano de don Marcelino, y la habitación y cama en que murió este.

## Conjunto arquitectónico
Forman parte del mismo conjunto arquitectónico:
- Biblioteca Municipal de Santander.
- Museo Municipal de Bellas Artes de Santander.